# Droit éthiopien
Le droit éthiopien est le droit appliqué en Éthiopie.

## Histoire du droit éthiopien
Le premier code juridique éthiopien est le Fetha Negest (loi du Roi) qui a été traduit de l'arabe au milieu du XVe siècle. Attribué à un érudit égyptien copte du XIIIe siècle, il était inspiré par le Pentateuque (les cinq premiers livres de l'Ancien Testament), le Nouveau Testament, les canons des premiers chrétiens, le droit romain et les principes de la loi coranique. Toutefois, le Fetha Nagast ne s'appliquait qu'aux chrétiens. Les musulmans continuaient à être jugé par leurs propres tribunaux conformément à la charia. En outre, en dehors du système judiciaire ordinaire, des tribunaux claniques et tribaux existaient de manière non officielle.
Le Fetha Nagast et les lois coutumières demeurent la base de la procédure pénale jusqu'en 1930, lorsque Hailé Sélassié a présenté un code pénal assez primitif. Contrairement à l'ancien système, le Code de 1930 prévoyait un ensemble de sanctions spécifiques pour des délits définis précisément. Il posait le principe selon lequel seul une chose interdite par la loi peut être sanctionnée (voir : principe de légalité). Par ailleurs, il prévoyait que les peines devaient prendre en considération la situation du délinquant, son éducation, les motifs et la gravité de l'infraction ainsi les circonstances de sa commission. Le nouveau code abolissait la mutilation, mais maintenait la peine capitale et autorisait la flagellation.
Le système judiciaire éthiopien moderne est apparu avec l'accord militaire et général signé en janvier 1942 entre l'Empereur Hailé Sélassié et le Royaume-Uni. Les Britanniques ont aidé à la création d'une administration efficace de la justice. Au terme de l'accord, le Royaume-Uni s'était engagée à envoyer des citoyens britanniques comme conseillers auprès des juges, des bureaux de douane et de police.
C'est dans ce contexte qu'une loi de 1942 a créé quatre niveaux de tribunaux: la Cour Suprême Impériale, la Haute Cour, et des cours régionales et communales. La Cour Suprême et la Haute Cour étaient des juridictions nationales alors que les autres étaient établies dans chaque province de l'Empire avec des attributions limitées aux affaires civiles et pénales mineures. À cette époque, les juges étaient sous l'autorité de l'Empereur de telle sorte qu'il n'existait pas de séparation des pouvoirs entre l'exécutif et le judiciaire, et que les institutions judiciaires étaient centralisées et sous le contrôle de l'Empereur.
En 1958, un expert juridique suisse élabore un Code pénal révisé pour répondre aux besoins d'une nation en développement. En 1961, un autre Code de procédure pénale est rédigé par une juriste britannique.
Après la révolution éthiopienne de 1974 et la prise du pouvoir par la junte militaire Derg, un décret institue la loi martiale. Des cours martiales spéciales viennent complétée les tribunaux ordinaires, et un nouveau code pénal spécial est créé. Ces tribunaux militaires sont habilités à prononcer la peine de mort ainsi que de longues peines d'emprisonnement pour toute une série d'infractions politiques. La procédure judiciaire normale était théoriquement toujours en vigueur pour le traitement des infractions pénales mais, dans la pratique, il était difficile de faire la distinction entre des actes criminels et des délits politiques. Le pays comptait une cour martiale à Addis-Abeba et une dans chaque province. Durant la dictature Derg, peu de changements ont été apportés à la structure et l'organisation des tribunaux ordinaires quI ont continué à fonctionner comme il le faisaient auparavant.
La nationalisation des terres agricoles en avril 1975, puis des terrains urbains ainsi que des maisons le 26 juillet 1975 s'est accompagnée de la création de nouveaux tribunaux dans les zones rurales et les centres urbains.
En juillet 1976, le gouvernement a modifié le code pénal en instituant la peine de mort pour les "activités anti-révolutionnaires" et les crimes économiques. Les enquêtes sur les crimes politiques étaient menées sous la direction d'un Comité de Coordination de la Révolution dans chaque awraja (sous division des anciennes provinces de l'Éthiopie). Le gouvernement a transféré la compétence des tribunaux militaires à des associations de paysans et des tribunaux dans les kébélés (communes), avec une possibilité d'appel auprès d'un tribunal dans les woredas (districts). Les procès politiques constituent l'activité principale de ces tribunaux jusqu'en 1978. Le code de 1976 introduit également de nouvelles catégories de soi-disant crimes économiques tels que la thésaurisation ou la surfacturation, ainsi que des infractions plus graves comme le sabotage sur le lieu de travail, la destruction de véhicules ou de biens publics.
En 1981, le Code pénal spécial est modifié et inclut de nouvelles infractions comme celle de crimes contre l'État, l'indépendance et l'intégrité territoriale, le soulèvement armé, l'abus de confiance commis par des agents publics ainsi que divers délits économiques, dont la rétention de céréales, les transactions monétaires illégales, la corruption et l'abus de pouvoir. Ce nouveau code pénal aboli les tribunaux militaires spéciaux et créé de nouveaux tribunaux spéciaux composée de trois juges civils. Les accusés avaient droit à un avocat et de faire appel devant une Cour d'appel spécial.
Après la chute du régime Derg, l'Éthiopie est devenue un État à structure fédérale en vertu de la Charte Transitoire de 1991 qui fut ensuite adoptée par la Constitution de 1995 aujourd'hui en vigueur. La structure étatique décentralisée comprend actuellement un État fédéral et neuf régions ayant chacune un pouvoir législatif, exécutif et judiciaire.

## Sources du droit

### Constitution
L'article 8(2) de la Constitution dispose que celle-ci est l’expression de la souveraineté populaire. L'article 9 dispose que la Constitution est la loi suprême de l’État. Toutes lois, pratiques coutumière ou décisions d'un organe de l’État ou d'un de ses officiels qui est contraire à la Constitution est nulle

### Traités et accords internationaux
Tous les accords régulièrement ratifié font partie intégrante du droit éthiopien. Cette mention est faite à l'article 9, titré « Suprématie de la Constitution ».

### Législation
L'article 55(1) dispose que le Conseil des représentants des peuples doit avoir le pouvoir de légiférer dans les domaines prévues par la Constitution. L'alinéa 2 dispose que le domaine de la loi s'étend sur les sujets suivants :
- l'utilisation des terres et des ressources naturelles, des rivières et lacs traversant les frontières nationales l’Éthiopie ou liant deux États fédérés ou plus ;
- le commerce inter-État et avec l’étranger ;
- les transports aériens, ferroviaires et maritimes, les routes principales reliant un ou plusieurs États, les services postaux et de télécommunication ;
- la mise en œuvre des droits politiques établis par la Constitution et les lois et procédures électorales ;
- le droit de la nationalité, l’immigration, les passeports, l’entrée et la sortie du territoire, le droit des réfugiés et l’asile ;
- les étalons de mesures et le calendrier ;
- les brevets et la propriété intellectuelle ;
- la possession et le port d'arme ;
- l’adoption d'un Code du travail ;
- l’adoption d'un Code de commerce ;
- l’adoption d'un Code pénal. Les États ont cependant la possibilité d'adopter des lois sur des sujets non couverts par la législation fédérale.
- l’adoption des lois de droit civil que le Conseil de la fédération juge nécessaire ;
- l’organisation de la défense nationale, de la sécurité publique, et des forces nationales de police ;
- la déclaration de l'état d'urgence en conformité avec l'article 93 de la Constitution ;
- la déclaration de l’état de guerre ;
- l’approbation des politiques générales et des stratégies économiques, sociales et de développements, et des politiques fiscales et monétaires ;
- la levée de l’impôt et des taxes sur le revenu réservé au gouvernement fédéral ainsi que l'adoption du budget fédéral ;
- la ratification des accords internationaux conclus par l’exécutif ;
- l'établissement d'une Commission des droits de l’homme et déterminer, par une loi, ses pouvoirs et fonctions ;
- et l'établissement d'une institution d'ombudsman, et sélectionner ses membres. Elle doit déterminer, par la loi, ses pouvoirs et fonctions.

## Organisation juridictionnelle
Le système judiciaire éthiopien étant basé sur la décentralisation des pouvoirs, il y a donc deux systèmes parallèles de tribunaux : les tribunaux fédéraux et les tribunaux régionaux, qui ont chacun leurs structures et administrations indépendantes propres.

### Cour constitutionnelle: Conseil de la fédération
Les articles 83 et 84 de la Constitution disposent qu'en cas de disputes en matière constitutionnelle, le Conseil de la fédération doit décider, dans les 30 jours, de la soumettre à l'une de ses composantes, le Conseil d'enquête constitutionnelle.

## Relation avec le droit coutumier
Les systèmes de droit coutumier ont été fragilisés par la colonisation et le régime socialiste.
Dans les années 2010, des recherches sont financées par le gouvernement éthiopien sur le droit coutumier,. Selon Desalegn Amsalu, le gouvernement commet des intrusions dans le fonctionnement des justices coutumières.

## Sources

## Compléments